# Arum italicum
Arum italicum là một loài thực vật có hoa trong họ Ráy (Araceae). Loài này được Mill. mô tả khoa học đầu tiên năm 1768.

## Hình ảnh

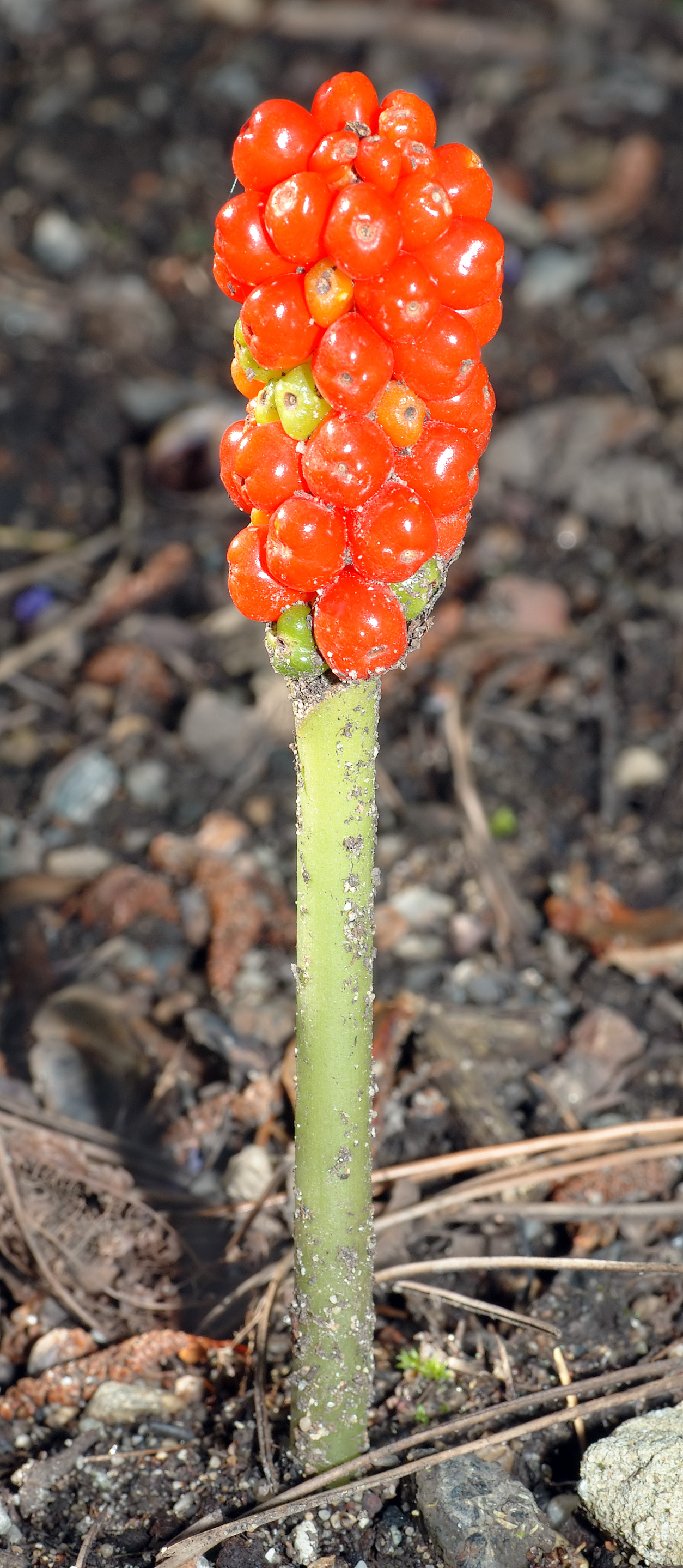
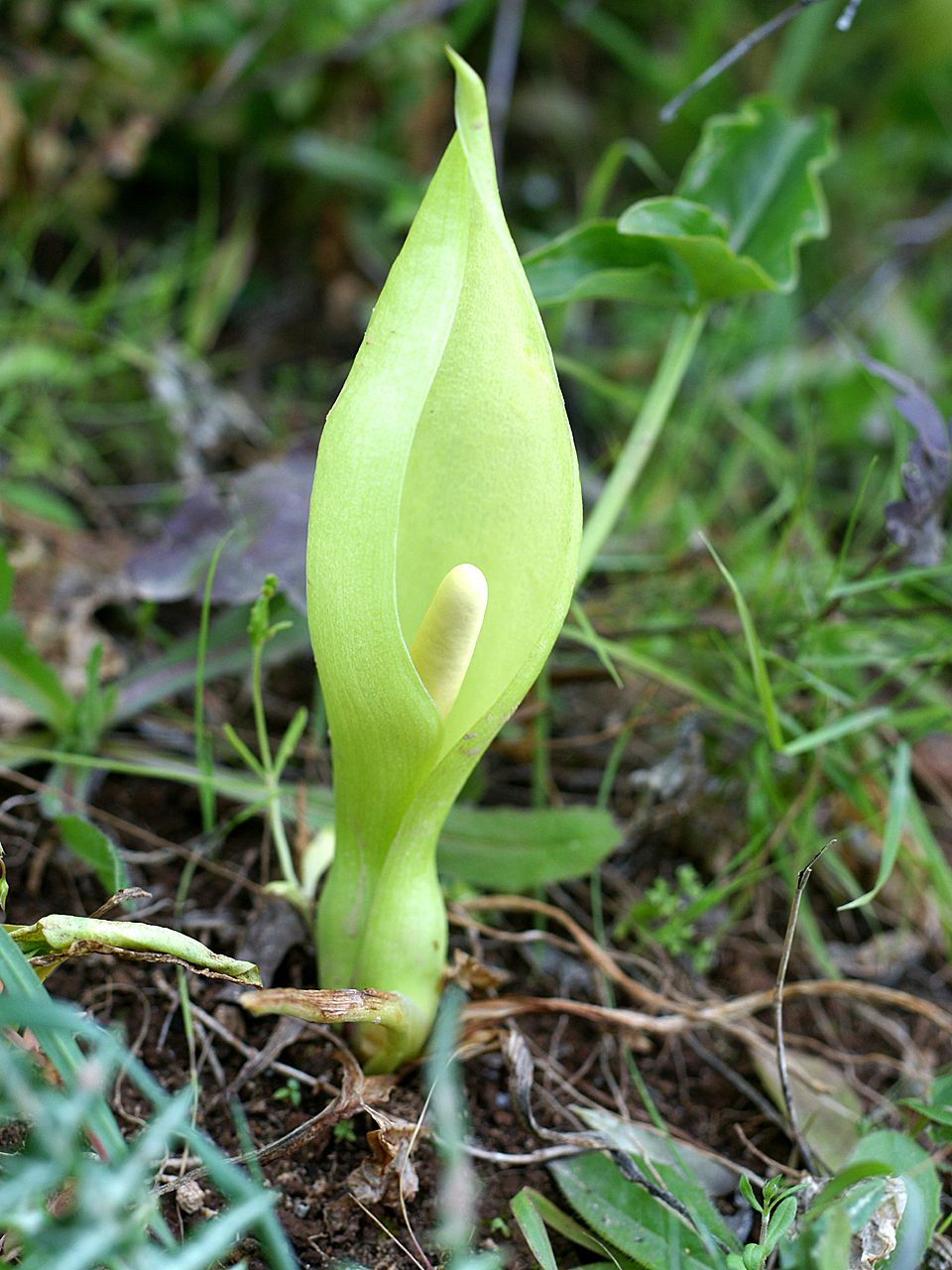
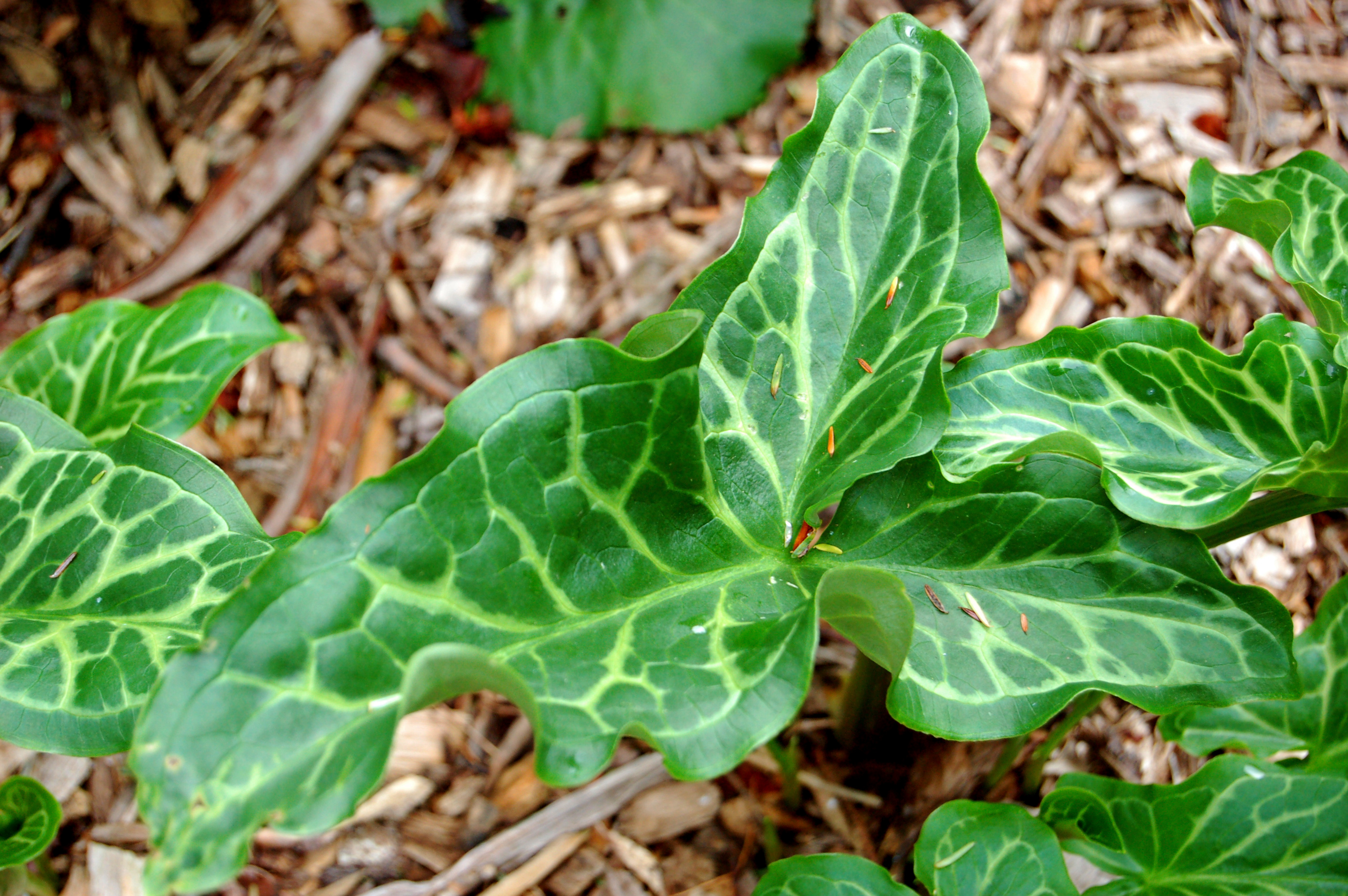
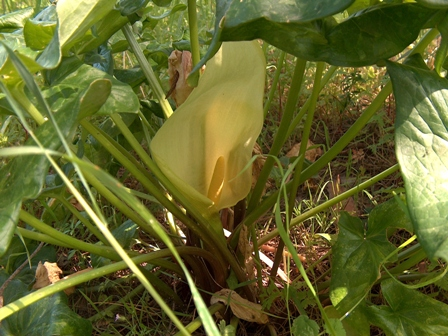